# Peter Gericke
Hans Peter Gericke, auch Gerike (* 4. April 1693 in Stendal; † 8. Oktober 1750 in Helmstedt) war ein deutscher Mediziner, Chemiker und Hochschullehrer.

## Leben
Peter Gericke wurde 1693 in Stendal als Sohn des Brauers Andreas Gericke († 1722) geboren und besuchte zunächst die dortige Schule. Er ging 1711 an das Joachimsthalsche Gymnasium in Berlin. Er studierte anschließend ab 1712 Theologie in Jena. Gericke wechselte zur Medizin und setzte sein Studium 1716 zuerst in Halle und dann in Leipzig fort. Er ging 1718 an die Universität Altdorf, wo er 1721 oder 1724 zum Dr. med. promoviert wurde. Er unternahm 1722 eine Bildungsreise nach Holland und England. Nach dem Tod des Vaters ging er zurück nach Stendal, wo er zunächst als praktischer Arzt arbeitete. Gericke folgte 1724 einem Ruf als außerordentlicher Professor der Medizin und Philosophie an die Universität Halle. Im Jahr 1730 wurde er ordentlicher Professor der Anatomie, Chemie und Pharmazie an der Universität Helmstedt, der Landesuniversität des Fürstentums Braunschweig-Wolfenbüttel. Er wurde am 4. Dezember 1731 zum Mitglied der Königlich Preußischen Societät der Wissenschaften gewählt. Gericke nahm 1737 als Abgeordneter der Universität Helmstedt an den Gründungsfeierlichkeiten der Universität Göttingen als Redner teil. Von 1731 bis 1744 wirkte er auch als herzoglicher Leibarzt von Ferdinand von Braunschweig-Wolfenbüttel, jüngerer Bruder des regierenden Herzogs Karl I. Gericke wurde 1744 zum Hofrat ernannt und übernahm die Professur für Theoretische Medizin.
Gericke war seit 1738 mit Elisabeth Bernhardine Cuno verheiratet, Tochter des Schöninger Rektors Sigismund Andreas Cuno. Sie starb bereits 1740 nach weniger als zwei Ehejahren im Kindbett. In zweiter Ehe heiratete Gericke 1742 Anna Magdalena Hedwig Förster, die Tochter des Superintendenten Förster aus Neustadt am Rübenberge. Das Paar hatte zwei Söhne. Gericke starb im Oktober 1750 im Alter von 57 Jahren in Helmstedt.
Gericke ist Verfasser zahlreicher Publikationen, die meisten davon waren „kleine akademische Gelegenheitsschriften“.

## Schriften (Auswahl)
- Commentatio prima de scholis et institutis medicis in Aegypto et Graecia ante Hippocratis tempora. Helmstedt 1748.